# Action Cycling Team/2011
Deze pagina geeft een overzicht van de Action Cycling Team wielerploeg in 2011.

## Transfers
| Inkomend         | Team 2010 | Uitgaand          | Team 2011                |
| ---------------- | --------- | ----------------- | ------------------------ |
| Ting Chuan Chang | Onbekend  | Shuai Chun Chiang | Onbekend                 |
| Yung Yi Fan      | Onbekend  | Wen Lung Chien    | Onbekend                 |
|                  |           | Chien Ting Chen   | Onbekend                 |
|                  |           | Shih Chang Huang  | Giant Kenda Cycling Team |

## Renners
| Naam                           | Geboortedatum     | Nationaliteit | Ploeg 2010 |
| ------------------------------ | ----------------- | ------------- | ---------- |
| Ting Chuan Chang (vanaf 01/06) | 18 september 1992 | Taiwan        | Onbekend   |
| Chia Chun Chen (vanaf 01/06)   | 27 mei 1991       | Taiwan        |            |
| Ssu Han Chiang                 | 29 september 1989 | Taiwan        |            |
| Yung Yi Fan (vanaf 01/09)      | 22 mei 1978       | Taiwan        | Onbekend   |
| Po Hao Fang                    | 24 maart 1990     | Taiwan        |            |
| Chun Kai Feng                  | 2 november 1988   | Taiwan        |            |
| Shih Hsin Hsiao                | 3 april 1990      | Taiwan        |            |
| Shih Chang Huang (tot 10/06)   | 12 november 1988  | Taiwan        |            |
| Wei Cheng Lee                  | 3 juli 1985       | Taiwan        |            |
| Kun Hung Lin                   | 30 augustus 1981  | Taiwan        |            |
| Chun Liang Pan (vanaf 16/03)   | 17 september 1991 | Taiwan        |            |
| Chung Yu Tsai                  | 28 september 1988 | Taiwan        |            |

## Kalender (profwedstrijden)
geen

## Overwinningen
geen
2010 · 2011 · 2012 · 2013 · 2014 · 2015 · 2016